# Atherinopsidae

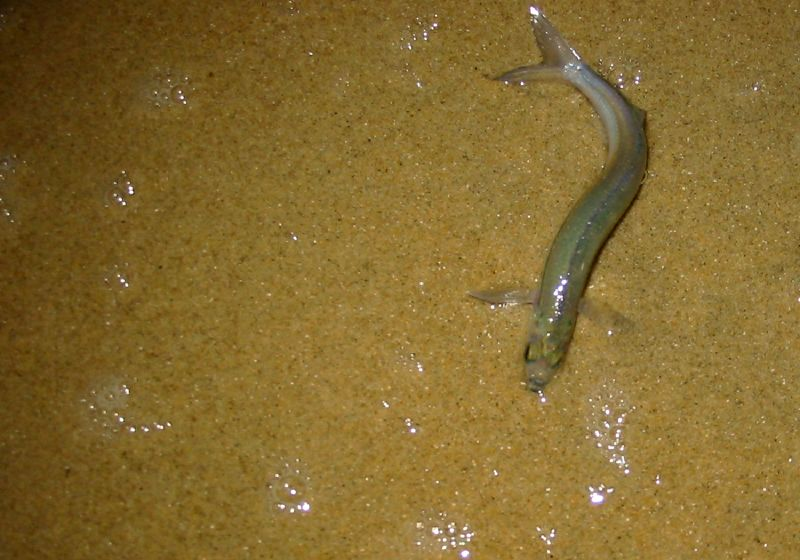
Leuresthes tenuis

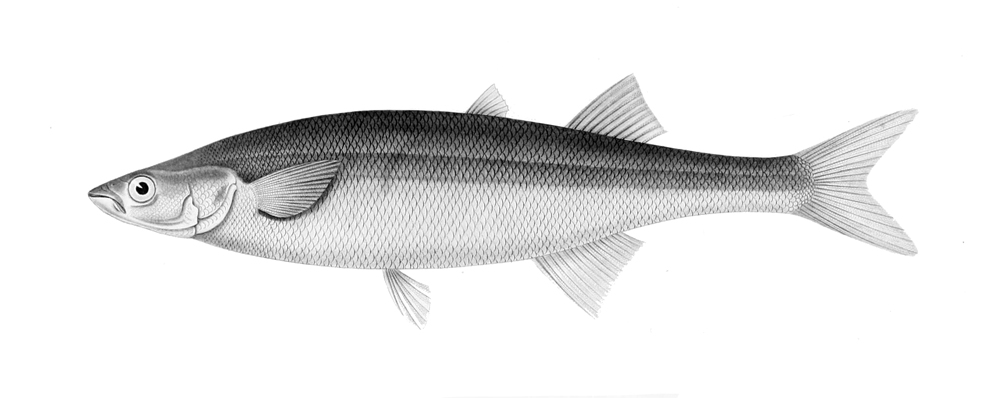
Basilichthys microlepidotus

Gli Atherinopsidae sono una famiglia di pesci ossei appartenenti all'ordine Atheriniformes, molto affini ai comuni latterini (Atherinidae) al punto da essere stati riuniti nella stessa famiglia fino a pochi anni fa.

## Distribuzione e habitat
Si tratta di una famiglia endemica delle Americhe dove sono diffuse in tutti i mari eccetto quelli polari e delle acque dolci di tutto il continente escluse le regioni tropicali dell'America meridionale. In Italia è stata introdotta (nel Lago di Nemi) la specie Odontesthes bonariensis, nota come pesce re.
Vivono prevalentemente in mare in acque costiere ma molte specie sono eurialine e qualche decina vivono esclusivamente in acqua dolce.

## Descrizione
Sono molto simili agli Atherinidae (alla cui descrizione si rimanda) e si distinguono in base ai seguenti caratteri:
- Due linee laterali decorrenti una in alto e l'altra in basso, ma entrambe incomplete e discontinue.
- Il muso è spesso appuntito e la bocca terminale o superiore.
- Una larga banda argentea sul fianco che negli individui conservati in alcool o formalina diventa nera.

In genere sono più grandi degli Atherinidae sebbene molte specie non superino i pochi cm di lunghezza.

## Biologia
Sono planctofagi in maggioranza anche se le specie più grandi si nutrono di insetti, pesci o molluschi. Alcune specie come Leuresthes tenuis vengono a deporre le uova sulla battigia, in pratica fuor d'acqua.

## Pesca
Alcune specie dei generi Chirostoma e Odontesthes hanno importanza per la pesca professionale, quella sportiva e anche per l'acquacoltura.

## Generi
- Atherinella
- Atherinops
- Atherinopsis
- Basilichthys
- Chirostoma
- Colpichthys
- Labidesthes
- Leuresthes
- Melanorhinus
- Membras
- Menidia
- Menidia
- Poblana